# Zeiva Inc
Zeiva Inc es un desarrollador y editor de historias interactivas, tales como novelas visuales y Otome Games, y de Videojuegos de aventura. Sus juegos se basan en Flash. Ellos son conocidos por su Otome Game X-Note Estaban involucrados en la producción de la novela visual Café 0 ~The Drowned Mermaid~ de roseVeRte también.

## Juegos
| Nombre | Año                                    | Idioma(s)                     | Genre         |
| ------ | -------------------------------------- | ----------------------------- | ------------- |
| 2002   | Genetic Glow I                         | Inglés                        | Adventure     |
| 2003   | Genetic Glow II                        | Inglés                        | Adventure     |
| 2004   | Genetic Glow Character Test            | Inglés                        | Minijuego     |
| 2004   | Imaginary Realm 1                      | Inglés, Japonés               | Novela visual |
| 2005   | Imaginary Realm 2                      | Inglés                        | Novela visual |
| 2005   | Other Age                              | Inglés                        | Dating Sim    |
| 2009   | Dance Dance Evolution                  | Inglés                        | Minijuego     |
| 2010   | Other Age: Second Encounter            | Inglés                        | Dating Sim    |
| 2010   | Phantom Seeds                          | Alemán, Inglés, Español, Ruso | Novela visual |
| 2011   | X-Note                                 | Inglés                        | Otome Game    |
| 2012   | Train of Afterlife                     | Alemán, Inglés                | Novela visual |
| 2013   | Area-X                                 | Inglés                        | Otome Game    |
| 2014   | Voices from the Sea                    | Alemán, Inglés                | Novela visual |
| 2016   | Anicon - Animal Complex (Cat's Path)   | Inglés                        | Novela visual |
| 2016   | Natural - Beyond Nature                | Alemán, Inglés                | Novela visual |
| 2017   | Dragon Essence                         | Inglés                        | Otome Game    |
| 2018   | Anicon - Animal Complex (Sheep's Path) | Inglés                        | Novela visual |
| 2019   | Cliché - Critical Change               | Inglés                        | Novela visual |